# Paola Severino
Paola Severino (Napels, 22 oktober 1948) is een Italiaanse juriste, hoogleraar en advocate. Ze was tussen 2011 en 2013 Italiaanse Minister van Justitie in het Kabinet-Monti.
Severino studeerde rechten aan de universiteit La Sapienza in Rome en studeerde af in 1971. Daarna begon ze een carrière als hoogleraar op het gebied van strafrecht en was ze ook actief als advocaat. Van 1997 tot 2001 was ze voorzitter ad interim van de Italiaanse Militaire Justitie (Consiglio della Magistratura Militare). Van 2002 tot 2007 zat ze de rechtenfaculteit van de hogeschool LUISS in Rome voor. Ze was daar tot 2011 ook vice-rector. Daarnaast werkte ze ook als consultant voor verschillende financiële instellingen.
Op 16 november 2011 legde ze de eed af als Minister van Justitie in het Kabinet-Monti, op vraag van premier Mario Monti.